# Georges Daniel de Monfreid
Georges de Monfreid, dit Daniel (París, 1856 - Cornellà de Conflent, 1929), fou un pintor, gravador i col·leccionista d'art francès. Va ser amic íntim i apoderat de Paul Gauguin amb qui va mantenir una interessant correspondència. Establert definitivament a la Catalunya del Nord, casa seva va ser un centre de trobada artística. Va fer amistat amb Aristides Maillol, Pau Casals i Henri Matisse, entre d'altres.

## Biografia
Nascut amb el nom de George de Monfreid (en anglès, en comptes de Georges, tal com s'escriu en francès), va adoptar el nom artístic de Daniel, amb el qual signava els seus quadres i era conegut pels amics. El va utilitzar de primer com a cognom Georges Daniel (o George) i després com a nom, Daniel de Monfreid tal com seria més conegut al seu temps. Finalment signà Georges Daniel de Monfreid (amb l'acrònim GDM).
Era fill de la cantant d'òpera Marguerite Barrière, de Bordeus, i del nord-americà Gideon Reed, soci de la famosa joieria Tiffany de Nova York i cap de la branca de la companyia a París. La mare es va instal·lar a París, amb el suport econòmic de Reed que va tornar a Boston, i va adoptar el nom de Caroline de Monfreid, modificació del cognom matern Fonfreid. Probablement llavors va néixer George, que no va ser inscrit al registre civil i fins als dotze anys no va obtenir un certificat del consolat nord-americà com a nascut a Nova York el 14 de març del 1856. Per aquest fet, la seva nacionalitat i el lloc real de naixement han resultat incerts.
Va estudiar pintura a l'Académie Julian i després a la Colarossi, on va conèixer Émile Schuffenecker. Va exposar per primer cop el 1877 a Tolosa, però, aficionat a la navegació, es va dedicar al cabotatge a les costes catalanes mentre escrivia contes de navegació a Le Yacht (1883-1885) acompanyats d'il·lustracions pròpies. Després de conèixer Gauguin (1887) va tornar a pintar, sobretot paisatges catalans i llenguadocians d'inspiració neoimpressionista.
Es va casar el 1877 amb Amélie Bertrand, amb qui tindria un fill, Henry de Monfreid, famós escriptor i aventurer. Es van separar el 1892, per viure amb Annette Belfis, que havia estat model de Gauguin. El 1899 va néixer la seva filla Agnès.
Va morir el 26 de setembre del 1929 en caure al seu jardí de l'arbre d'on volia collir un caqui.

### Relació amb Paul Gauguin
Va conèixer Gauguin a casa de Schuffenecker el novembre del 1887, quan aquell havia tornat de Martinica. Acabarien sent amics íntims. El 1889 va participar en l'exposició del grup impressionista i sintetista al cafè Volpini organitzada per Gauguin i Schuffenecker. Després participaria en les exposicions del Saló dels Independents (1891 a 1897).
El 1891 va deixar a Gauguin el seu estudi de París abans que aquest partís cap a Tahití. Després van mantenir una intensa correspondència fins als últims dies, entre 1891 i 1903. Com a apoderat, Daniel es feia càrrec dels enviaments de quadres des de la Polinèsia, amb instruccions precises per part de Gauguin per restaurar-los de les inclemències dels llargs viatges, afegir-hi títols o preparar-los per a exposicions.
A la mort de Gauguin, va ser informat de les circumstàncies com a únic contacte conegut. Victor Segalen havia recollit les últimes possessions de Gauguin, i li va lliurar, entre d'altres, la seva paleta i l'àlbum manuscrit amb il·lustracions Noa Noa.

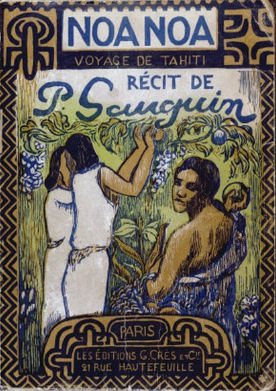
Coberta il·lustrada per Monfreid segons Gauguin, 1929

El 1918 va publicar la correspondència a Lettres de Paul Gauguin à Daniel de Monfreid, precedit de l'escrit Hommage à Gauguin de Victor Segalen. Després, va tornar a col·laborar amb Segalen fent les il·lustracions de la seva obra tahitiana, Les Immémoriaux (París, 1921). Va fer, a partir d'obres de Gauguin, els vint-i-quatre gravats de l'anomenada edició definitiva de Noa Noa (París, 1929), la primera amb il·lustracions tal com havia desitjat Gauguin.

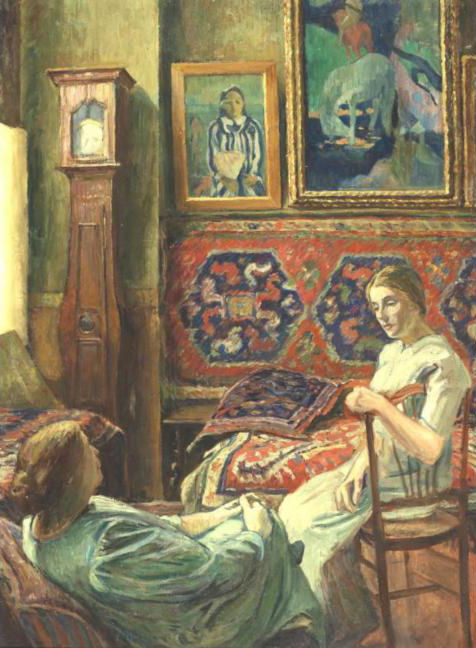
Conversa al taller a Cornellà de Conflent, GDM

Monfreid va pintar diversos quadres amb escenes familiars del seu taller de Cornellà de Conflent. A les parets del taller, s'hi poden distingir diverses obres de Gauguin. En el quadre Homenatge a Gauguin (1925, Museu Rigaud, Perpinyà) fa un autoretrat assenyalant l'autoretrat de Gauguin que li havia dedicat («à l'ami Daniel»), a més de la seva dona i la cunyada. En un extrem reprodueix la màscara Tehura que Gauguin havia donat a Annette Belfis, la seva dona, que havia sigut model de Gauguin.

### Cornellà de Conflent
La mare de Daniel havia comprat una residència a Cornellà de Conflent, el castell de Sant Climent, on va passar la infància i més tard hi estiuejà. Aficionat a la navegació a vela, Daniel recorria sovint la costa catalana, a més de viatges a Alger o Tunísia, va estiuejar també a Llançà.
Les estades a Cornellà de Conflent s'anaven prolongant, alternades amb París, fins que a partir del 1904 s'hi va establir definitivament. El 1905 va participar en l'«Exposició dels Artistes del Rosselló» que va tenir lloc a la Sala Parés de Barcelona.
Casa seva es va convertir en un santuari artístic, sobretot per la seva col·lecció de gauguins, i un centre de trobada artística on sovintejaven els amics i artistes de la zona: Henri Matisse que residia a Cotlliure, el pintor Esteve Terrús, els escultors Arístides Maillol i Gustau Violet, el poeta Lluís Codet o Pau Casals quan actuava a Prada, abans de convertir-se en lloc d'exili.
No hi ha constància que Gauguin hagués estat a Cornellà de Conflent, però en un obscur afer amb revolucionaris espanyols, va estar clandestinament a Cervera de la Marenda l'agost del 1883, on va pintar una marina amb aquarel·la. En canvi, sí que hi van estar la seva dona Mette i el seu fill Pola Gauguin, també artista.

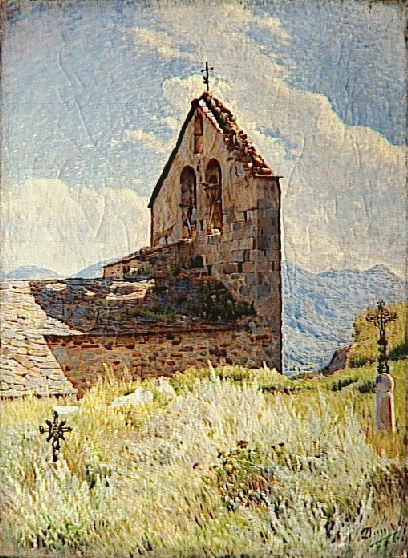
L'església d'Angostrina, 1887, Museu d'Orsay, París
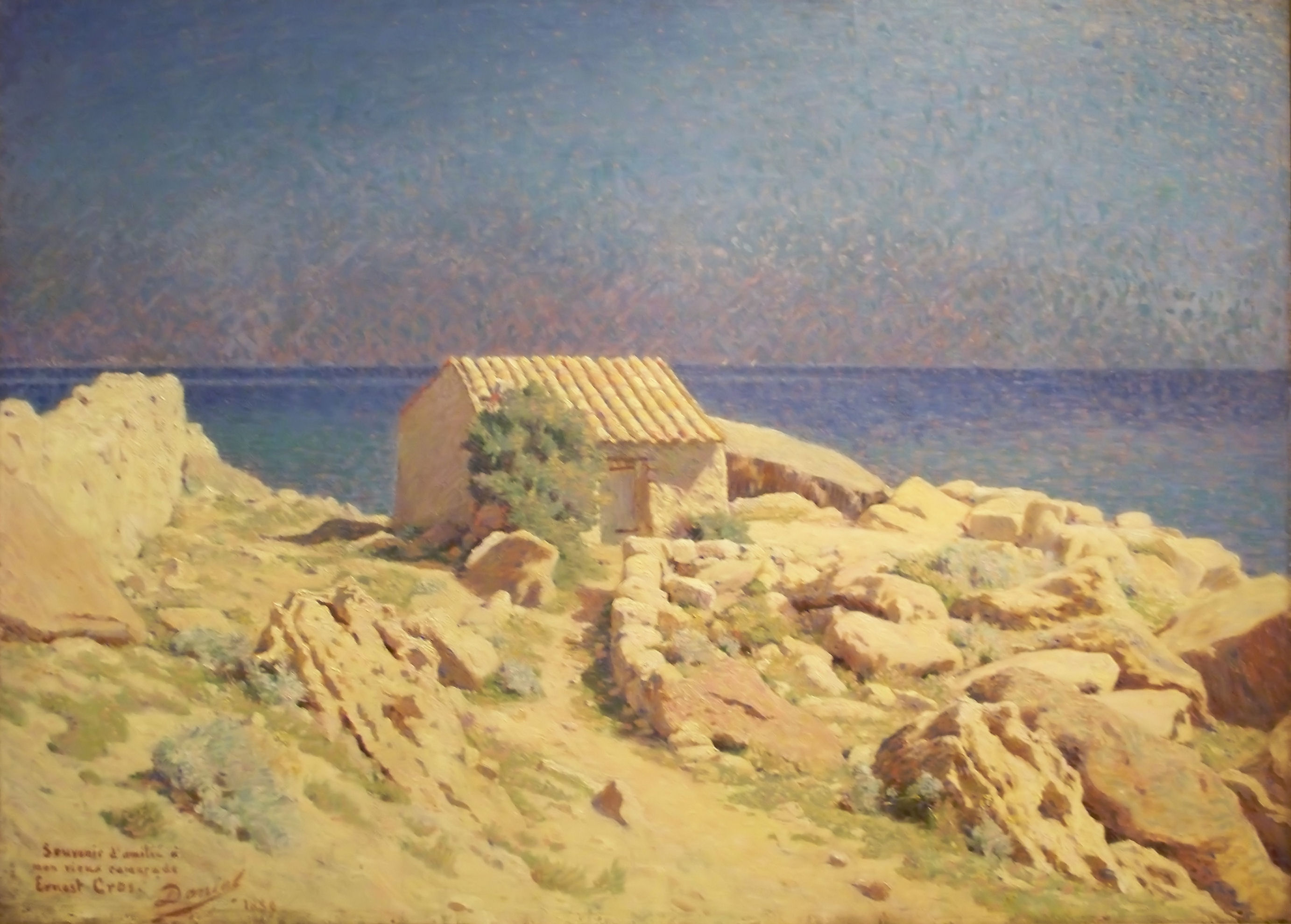
Paisatge del Rosselló, 1889, Museu d'Art d'Indianàpolis
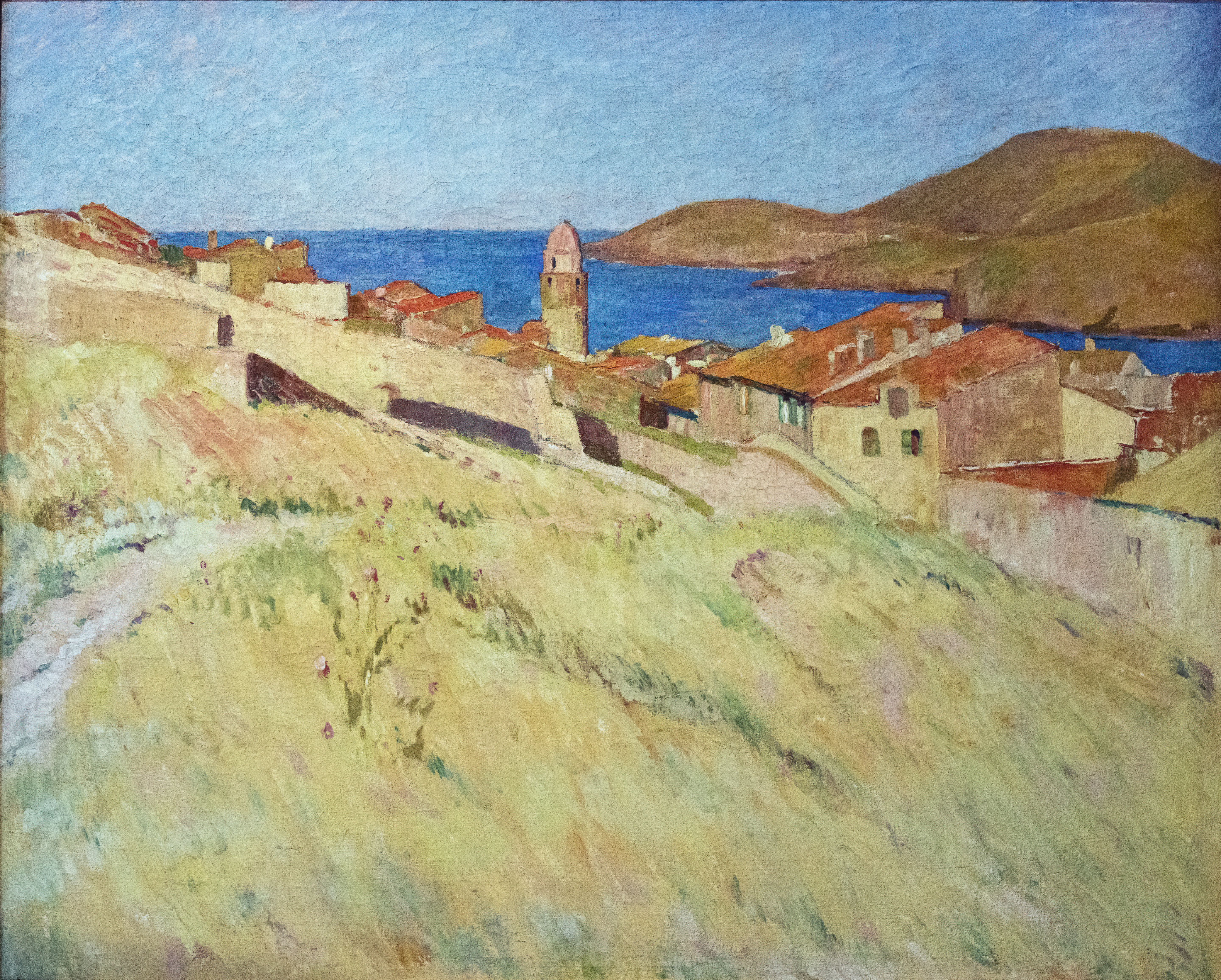
Paisatge de Cotlliure, Museu Toulouse-Lautrec
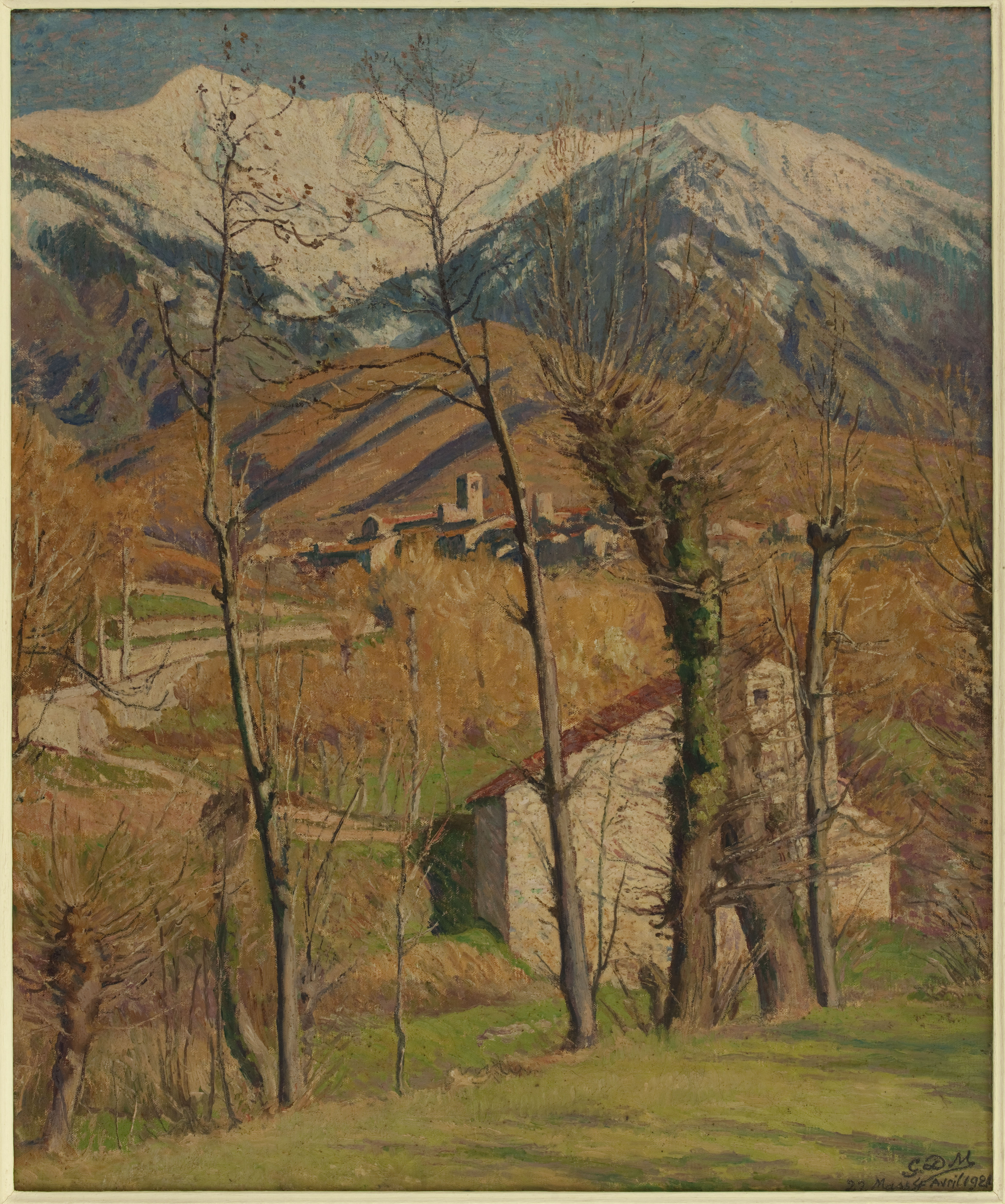
El Canigó a l'hivern, 1921, Museu del Petit-Palais, París

## Obra
Daniel va començar a fer sobretot paisatges d'estil neoimpressionista. Després, a partir del 1900, va preferir pintar retrats i natures mortes, on sovint incorporava motius dels quadres de Gauguin. La seva passió per la pintura de Gauguin va fer que acabés tenint la mateixa pinzellada obliqua. Maurice Denis deia que «consagrada la seva vida a l'amistat de Gauguin, havia sacrificat el seu orgull d'artista per la glòria de Gauguin». El seu estil acabà sent indefinit, fora de les modes de l'època.
El 1899 va participar en la darrera exposició col·lectiva dels nabís a la galeria de Durand-Ruel. A més d'exposar a París en el Saló dels Independents i en el Saló d'Automne, va exposar en els salons de Perpinyà i Besiers, junt amb Degas, Redon, Renoir, Pissarro i Picasso.
Com a escultor va fer el monumental Calvari de la capella de la Mare de Déu del Paradís a Vernet. També va fer xilografies i vitralls.